# Engelska lånord i svenska språket
Svenskan har influerats av engelskan och tagit upp många lånord därifrån. Engelskan har i sin tur influerats av andra språk då England invaderats många gånger, bland annat våra nordiska förfäder. Därför säger man att engelskan är ett ungt språk då det inte ser likadant ut idag som för 1 000 år sedan.

## Historia bakom engelska lånord
Inlånet från engelskan har underlättats av svenskans och engelskans gemensamma stamspråk, urgermanskan, som de germanska språken antas ha utvecklats ifrån. Den första kontakten mellan de båda språken började redan under Vendeltiden ca 600 e. Kr., men man har inte funnit några konkreta spår från engelskan förrän på 1000-talet då den kristna missionen kom till Sverige från både Tyskland och England. De dåvarande engelska lånorden hade sitt ursprung i latinet och grekiskan och rörde kyrka och religion. Svenskan har även idag kvar ord från fornengelskan, som till exempel ärke (svenska) -arch (anglosaxiska) och andra ord såsom ängel, djävul och präst. Ytterligare ett exempel är skola från medelholländskan, som möjligen omvägen via medelengelskan kommit in i svenskan. Det var inte förrän på 1600-talet under stormaktstiden som man fann nya spår av engelska lånord. Sverige expanderade på många sätt och i och med den ökade handeln importerades nya ord för nya varor, såsom ansjovis och tobak. Under 1700-talet vidgades kontakterna mellan Sverige och England ytterligare och ord som export, import, potatis och elektricitet började användas i svenskan. Då industrialiseringen kom under 1800-talet importerades lånord i sammanhang med teknik, sport, politik och arbetsmarknad såsom tunnel, räls, match, träna, turist, strejk. Det var inte förrän efter andra världskriget som engelskans inflytande ökade rejält. USA växte kulturellt både i nöjes- och modebranschen och engelskan har sedan dess haft ett växande inflytande på svenskan.

## Dagens användning av engelska lånord
Idag har engelskan flera användningsområden, till exempel genom direktlån såsom "shit!" och "wow!". Svenska ord ersätts ibland av ett engelskt, till exempel bakslag (svenska) – backlash (engelska), blandare (svenska) – mixer (engelska). Inom vetenskapen är det viktigt att vara internationell och därför används ord som stroke istället för slaganfall, hjärninfarkt eller hjärnblödning. Ibland används engelskan även genom motiverade lån, då inlånen har någon funktion. Till exempel ett nytt ord för en ny företeelse, såsom Internet, e-mail, och fax. Ibland översätts lånord ordagrant, till exempel brainwash – hjärntvätt. ”Svengelska” är något som blir vanligare i det svenska språket. Det engelska ordet översätts inte men försvenskas i uttal och stavelse, till exempel Tajta byxor och slimmad jumper. Lånord som lånats rakt av från engelska kallas anglicismer.

## Framtidens användning av engelska lånord
Genom århundraden har det svenska språket influerats av andra språk. De tidiga lånorden var dock få och anpassades snabbt efter nordiskt uttal. Lånord med grekiskt och latinskt ursprung importerades således redan under 1000-talet, men fick omedelbart nordisk form efter traditionellt bruk. På 1200-talet under Hansatiden importerades lågtyska lånord som räkna, betala, tull, en process som underlättades avsevärt genom att lågtyskan i släktskap och uttal redan stod nära de nordiska språken. Under 1700-talet togs dock det franska språket snabbt upp av den svenska överklassen och vissa av de franska orden stannade kvar i svenskan. De franska orden var främmande på ett annat sätt än de tidiga lånen, då de har ett för det svenska språket främmande uttal och uppbyggnad. Orden fick en försvenskad stavning men känns igen på betoningen som ligger på den sista stavelsen, exempelvis servitör, parfym och toalett. Engelska är det språk som idag har mest inflytande på svenskan, mycket på grund av den amerikanska nöjesbranschen och modern teknik. Även de engelska orden upplevs som främmande då de ligger långt ifrån det svenska uttalet. Influensen och lånorden kommer förmodligen att öka med åren och kanske till och med att gå om franskan. Man tror dock inte att engelskan kommer att få samma fäste som tyskan, latinet och grekiskan har haft genom åren. Det krävs en längre och större påverkan från de engelsktalande länderna för att svenskan ska ändras.